# Dipólus-dipólus kölcsönhatás
A dipólus-dipólus kölcsönhatás (más néven orientációs kölcsönhatás, illetve Keesom-erő) két állandó dipólussal rendelkező, azaz poláris molekula között fellépő másodrendű kémiai kötés, a van der Waals-kölcsönhatások egyike. A dipólusok elektromos tere közötti elektrosztatikus kölcsönhatás hozza létre, oly módon, hogy az egyik dipólus (d1) negatív pólusa vonzó elektrosztatikus kölcsönhatásba lép a másik dipólus (d2) pozitív pólusával. Példák: HCl, SH2, SO2. A kötés energiája (Ekötés) a távolság (kötéshossz, r) köbével fordítottan arányos. A kötés energiája az orientációtól, a dipólusvektorok által bezárt szögektől is függ; itt három szöget lehet megkülönböztetni: a két molekula középpontját összekötő szakasz ("kötés") és az egyes dipólusok által bezárt egy-egy szöget (𝜃1 és 𝜃2), illetve a két dipólusvektor által bezárt diéderszöget (𝜙). A kötés energiája végül függ a dipólusok nagyságától is, azokkal egyenesen arányos:
{\displaystyle E_{\text{kötés}}=-{\frac {d_{1}d_{2}}{4\pi \varepsilon _{0}\varepsilon _{r}r^{3}}}[2cos(\theta _{1})cos(\theta _{2})-sin(\theta _{1})sin(\theta _{2})cos(\phi )]}
ahol 𝜀0 a vákuum abszolút permittivitása, 𝜀r a közeg relatív permittivitása. A kölcsönhatási energia akkor lesz a legnagyobb, ha a két dipólus pontosan az ellentétes töltéseit mutatja egymás felé, azaz a diéderszög (𝜙) értéke nulla, valamint 𝜃1 = 0, és 𝜃2 = 0. Az energia ekkor:
{\displaystyle E_{\text{kötés}}=-2{\frac {d_{1}d_{2}}{4\pi \varepsilon _{0}\varepsilon _{r}r^{3}}}}
Ha a kötési energia lényegesen kisebb, mint a kBT termikus energia (ami általában teljesül), akkor a hőmozgás könnyen elforgatja a molekulákat (dipólusokat) egymáshoz képest, így egy átlagos, a különféle véletlen szögállások átlagát figyelembe vevő kölcsönhatási energiával számolt érték jobban reprezentálja a valós folyamatokat:
{\displaystyle E_{\text{kötés}}=-{\frac {2}{3}}{\frac {1}{k_{B}T}}\left({\frac {d_{1}d_{2}}{4\pi \varepsilon _{0}\varepsilon _{r}r^{3}}}\right)^{2}}
vagyis a gyakorlatban dipólus-dipólus kölcsönhatás esetén 1/r6 távolságfüggéssel számolnak.